# Bianor quadrimaculatus
Bianor quadrimaculatus is een spinnensoort uit de familie van de springspinnen (Salticidae).
De wetenschappelijke naam van de soort werd in 1927 als Neaetha quadrimaculata gepubliceerd door Reginald Frederick Lawrence.